# سونیتا رائو
 سونیتا رائو ( کانارا:ಸುನಿತಾ ರಾವ್) زادهٔ ۲۷ اکتبر ۱۹۸۵؛ یک تنیس‌باز اهل ایالات متحده آمریکا است.